# Илюминейшън
Илюминейшън (Илюминейшън Ентъртейнмънт до 2017 г.) е американско филмово и анимационно студио, основано от Крис Меледандри през 2007 г. и е собственост на Comcast като част от Юнивърсъл Пикчърс, подразпределение на изцяло притежаваното му дъщерно дружество NBCUniversal. Мелендари продуцира филмите, докато Юнивърсъл финансира и ги разпространява. Студиото е известно с поредиците „Аз, проклетникът“, „Сами вкъщи“ и „Ела, изпей!“, както и филмовите адаптации по книгите „Лоракс“ и „Гринч“ на Доктор Сюс. Миньоните, героите от поредицата „Аз, проклетникът“, са талисманите на студиото.
Илюминейшън продуцира 11 пълнометражни филма.

## Поредици
| Заглавие         | Филми | Дати на пускане |
| ---------------- | ----- | --------------- |
| Аз, проклетникът | 4     | 2010–настояще   |
| Сами вкъщи       | 2     | 2016–настояще   |
| Ела, изпей!      | 2     | 2016–настояще   |

## Филми

### Пуснати
| #  | Филм                        | Премиера            | Разпространител/Копродукция         | Анимационна услуга    |
| -- | --------------------------- | ------------------- | ----------------------------------- | --------------------- |
| 1  | „Аз, проклетникът“          | 9 юли 2010 г.       | Universal Pictures                  | Mac Guff              |
| 2  | „Скок-подскок“              | 1 април 2011 г.     | Universal Pictures Relativity Media | Rhythm and Hues       |
| 3  | „Лоракс“                    | 2 март 2012 г.      | Universal Pictures                  | Illumination Mac Guff |
| 4  | „Аз, проклетникът 2“        | 3 юли 2013 г.       | Universal Pictures                  | Illumination Mac Guff |
| 5  | „Миньоните“                 | 10 юли 2015 г.      | Universal Pictures                  | Illumination Mac Guff |
| 6  | „Сами вкъщи“                | 8 юли 2016 г.       | Universal Pictures                  | Illumination Mac Guff |
| 7  | „Ела, изпей!“               | 21 декември 2016 г. | Universal Pictures                  | Illumination Mac Guff |
| 8  | Аз, проклетникът 3          | 30 юни 2017 г.      | Universal Pictures                  | Illumination Mac Guff |
| 9  | „Гринч“                     | 9 ноември 2018 г.   | Universal Pictures                  | Illumination Mac Guff |
| 10 | „Сами вкъщи 2“              | 7 юни 2019 г.       | Universal Pictures                  | Illumination Mac Guff |
| 11 | „Ела, изпей! 2“             | 22 декември 2021 г. | Universal Pictures                  | Illumination Mac Guff |
| 12 | „Миньоните 2“               | 1 юли 2022 г.       | Universal Pictures                  | Illumination Mac Guff |
| 13 | "Супер Марио Bros.: Филмът" | 7 април 2023г.      | Universal Pictures Nintendo         | Illumination Mac Guff |